# نیازقلی‌لار
نیازقلی‌لار (ترکی آذربایجانی: Niyazqulular) یک منطقهٔ مسکونی در جمهوری آرتساخ است که در استان هادروت واقع شده‌است.